# Human After All (canción)
«Human After All» es el tercer sencillo y canción principal del álbum, Human After All de Daft Punk. Fue lanzado como sencillo el 31 de octubre de 2005. "Human After All" es el único sencillo del álbum lanzado sin un vídeo musical. Daft Punk había decidido originalmente hacer un vídeo, pero con el tiempo se convirtió en la película Daft Punk's Electroma, coescrita y dirigida por el dúo
Daft Punk produjo la canción de Teriyaki Boyz, "Heartbreaker", que cuenta con elementos de "Human After All". MTV Australia utilizó la coda de "Human After All" en su sección de "Ya viene".
En el álbum Alive 2007, "Human After All" aparece con el tema "Superhéroes" del álbum Discovery y con "Rock N' Roll" del álbum Homework. La canción también apareció en el bis en el disco bonus de Alive 2007, en conjunto con la canción "Together" (canción creado por el dúo del mismo nombre), una repetición de "One More Time" del álbum Discovery y la canción de Stardust "The Music Sounds Better With You".
Un remix de la canción apareció en DJ Hero 2.

## Lista de canciones
1. «Human After All» – 5:20
2. «Human After All» ("Guy-Man After All" Justice remix) – 3:38
3. «Human After All» (Emperor Machine versión) – 6:04
4. «Human After All» (Alter Ego remix) – 9:22
5. «Human After All» (SebastiAn remix) – 5:20
6. «Human After All» (The Juan MacLean remix) – 6:43

- 12" 094634473811

1. «Human After All» – 5:20
2. «Human After All» (SebastiAn remix) – 4:45
3. «Human After All» (Alter Ego remix) – 9:22

- 12" 094635031218

1. «Guy-Man After All» (Justice mix) – 3:58
2. «Human After All» (Emperor Machine version) – 6:04
3. «Technologic» (Digitalism's Highway to Paris remix) – 5:58

## Posicionamiento en listas
| Lista (2010)   | Máxima posición |
| -------------- | --------------- |
| Francia (SNEP) | 93              |